# 阿羅卡 (葡萄牙)
阿羅卡（葡萄牙語：Arouca），是葡萄牙的城鎮，位於該國中北部，由阿威羅區負責管轄，始建於1513年，面積329.11平方公里，2011年人口22,359，該城鎮人口密度每平方公里68人。

## 友好城市

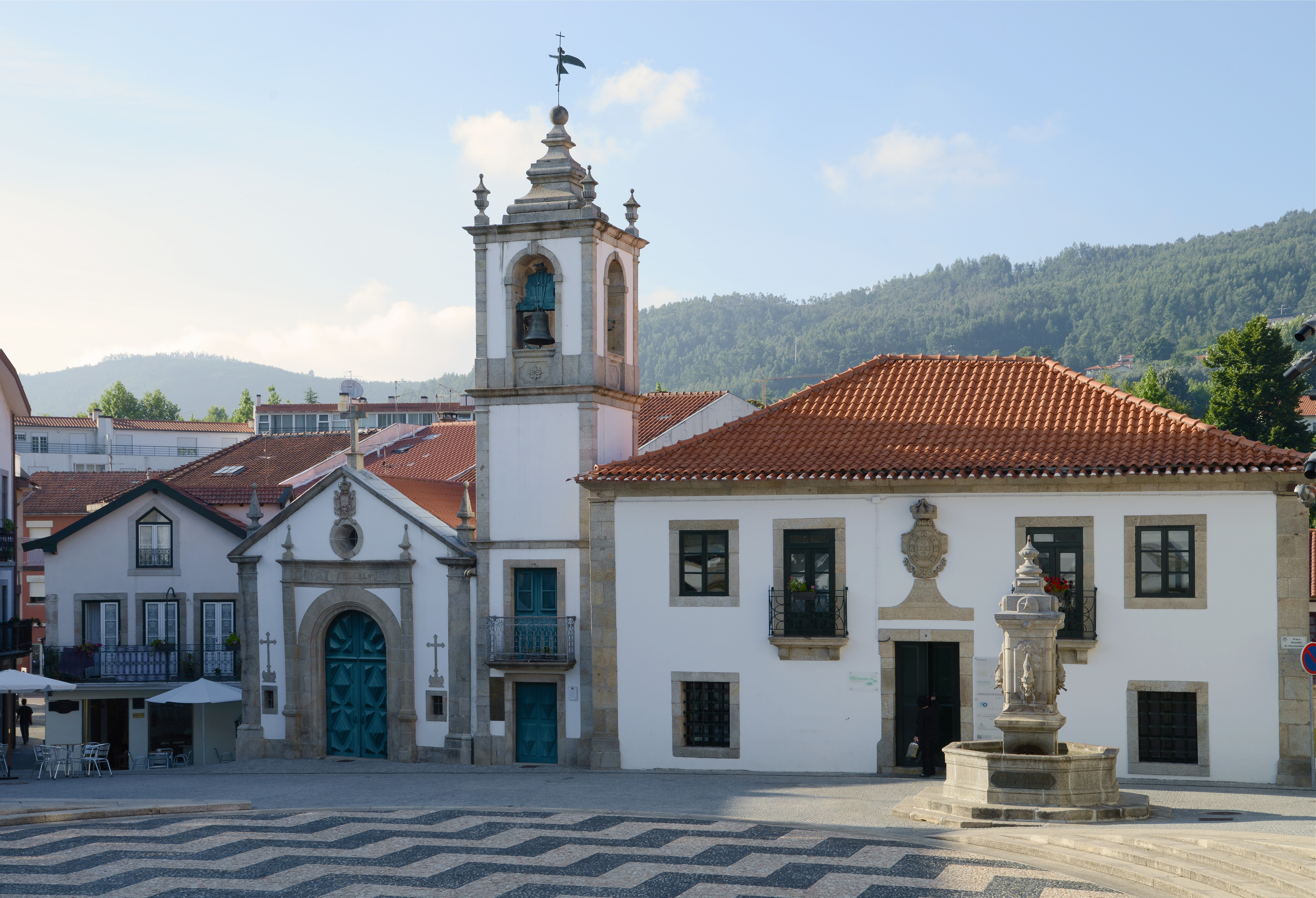

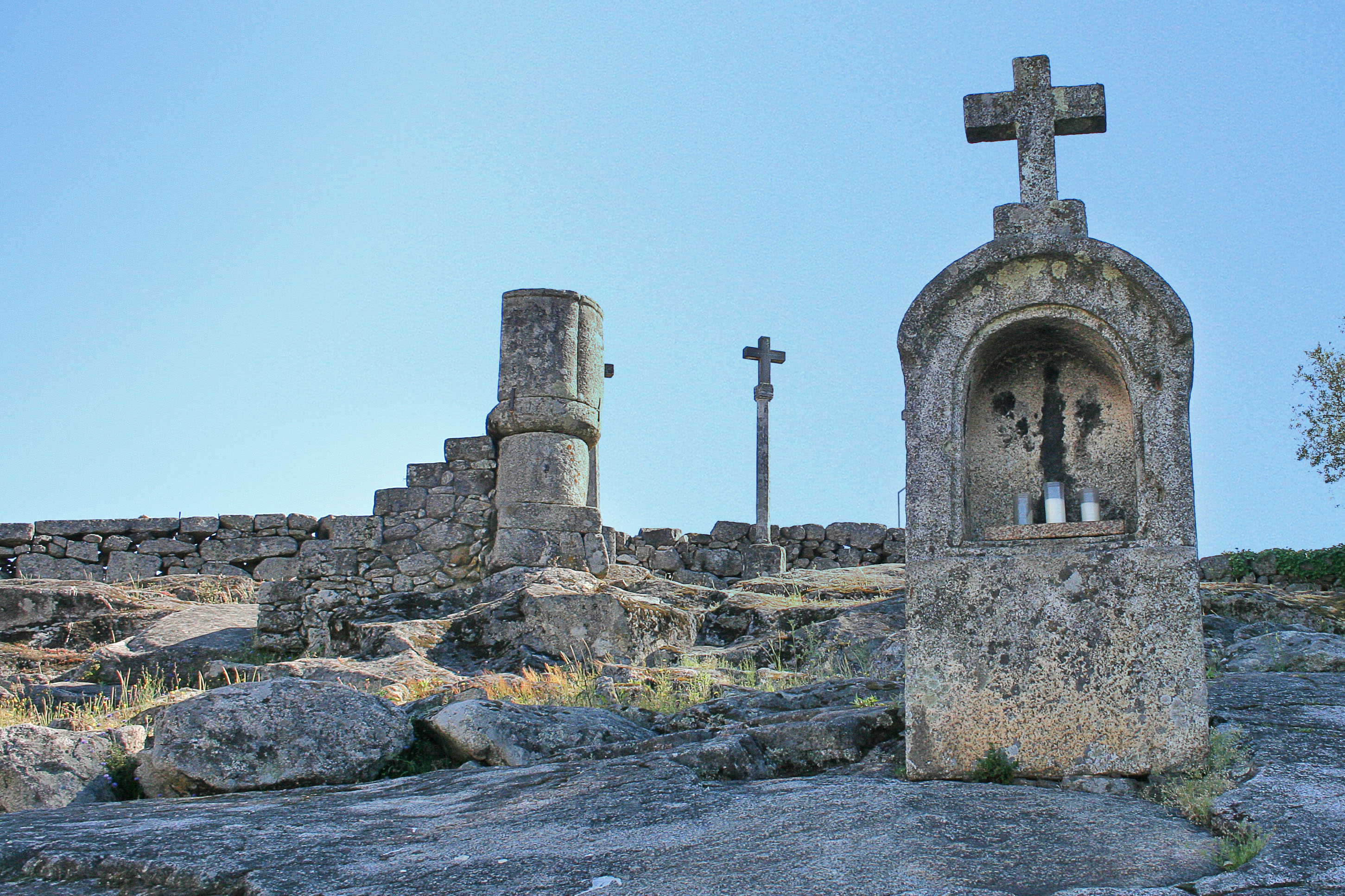

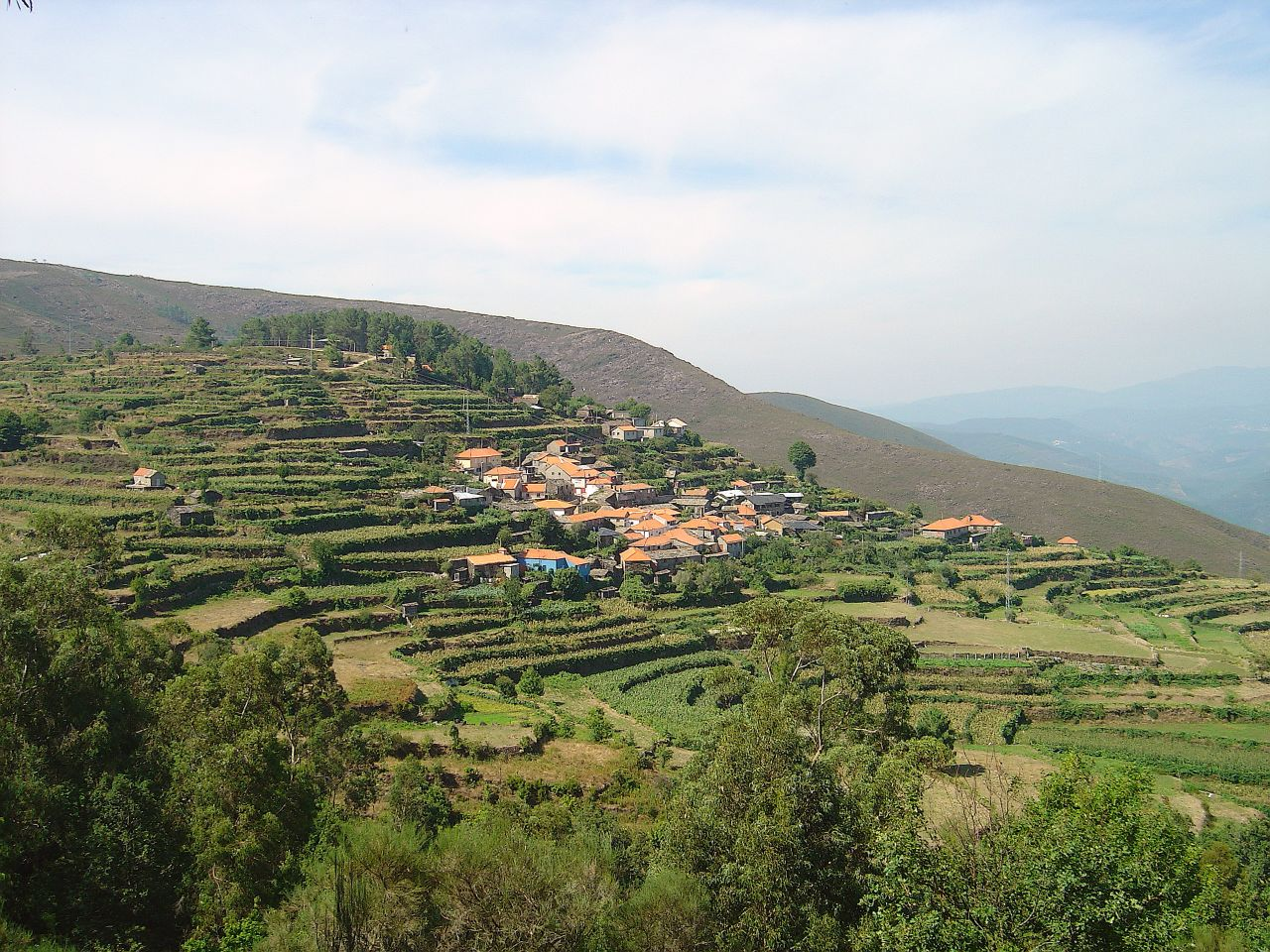

- 法國 波利尼